# خدمات مشاوره تاتا
خدمات مشاوره تاتا (به انگلیسی: Tata Consultancy Services) شرکت فناوری اطلاعات هندی و چندملیتی است، که به‌عنوان یکی از زیرمجموعه‌های گروه تاتا به‌شمار می‌آید.
شرکت خدمات مشاوره تاتا در سال ۱۹۶۸ توسط جی آر دی تاتا تأسیس شد و در حال حاضر یکی از باارزش‌ترین شرکت‌های هندی به‌شمار می‌آید، که به‌عنوان بزرگترین شرکت ارائه‌کننده خدمات فناوری اطلاعات محسوب می‌شود. این شرکت دارای تخصص در حوزه‌هایی چون: مشاور مدیریت، مشاوره اطلاعاتی، برنامه‌ریزی منابع سازمانی و برون‌سپاری می‌باشد.
دفتر مرکزی این شرکت در شهر بمبئی، هند قرار دارد و بخشی از سهام آن در بازارهای بورس اوراق بهادار بمبئی و بورس اوراق بهادار ملی هند دادوستد می‌شود.